# Ardala
Ardala is een plaats in de gemeente Skara in het landschap Västergötland en de provincie Västra Götalands län in Zweden. De plaats heeft 741 inwoners (2005) en een oppervlakte van 53 hectare.